# Mamadou Sylla
Mamadou Sylla (ur. 4 kwietnia 1975) – piłkarz senegalski grający na pozycji obrońcy. W swojej karierze rozegrał 5 meczów w reprezentacji Senegalu.

## Kariera klubowa
W swojej karierze piłkarskiej Sylla grał między innymi w klubie AS Douanes z Dakaru.

## Kariera reprezentacyjna
W reprezentacji Senegalu Sylla zadebiutował w 1999 roku. W 2000 roku został powołany do kadry na Puchar Narodów Afryki 2000, na którym był rezerwowym i nie rozegrał żadnego meczu. Od 1999 do 2000 roku rozegrał w kadrze narodowej 5 meczów.